# Nassau (Bahama-szigetek)
Nassau a Bahama-szigetek fővárosa és egyben legnagyobb városa. A városban 2000-ben 210 832-en éltek, mely az ország teljes lakosságának (303 611 fő) mintegy 70%-a. Saját kikötője és nemzetközi repülőtere van, melyekkel együtt New Providence sziget és a közvetlenül mellette található Paradise szigetecske teljes területét elfoglalja.

## Éghajlat
Nyáron a hőmérséklet 30 °C, télen sem megy 10 °C alá.
| Hónap                                                            | Jan. | Feb. | Már. | Ápr. | Máj. | Jún. | Júl. | Aug. | Szep. | Okt. | Nov. | Dec. | Év   |
| ---------------------------------------------------------------- | ---- | ---- | ---- | ---- | ---- | ---- | ---- | ---- | ----- | ---- | ---- | ---- | ---- |
| Átlagos max. hőmérséklet (°C)                                    | 26,4 | 26,8 | 27,6 | 28,9 | 29,7 | 31,0 | 32,0 | 32,1 | 31,6  | 29,9 | 28,8 | 27,2 | 29,3 |
| Átlaghőmérséklet (°C)                                            | 23,7 | 24,4 | 25,1 | 25,8 | 26,6 | 27,2 | 28,0 | 28,1 | 27,7  | 26,2 | 25,2 | 24,2 | 26,0 |
| Átlagos min. hőmérséklet (°C)                                    | 18,3 | 19,1 | 19,9 | 20,6 | 21,4 | 23,3 | 24,0 | 24,0 | 23,7  | 22,5 | 21,6 | 19,3 | 21,5 |
| Átl. csapadékmennyiség (mm)                                      | 47   | 49   | 54   | 69   | 105  | 218  | 160  | 235  | 164   | 161  | 80   | 50   | 1392 |
| Havi napsütéses órák száma                                       | 220  | 220  | 257  | 276  | 269  | 231  | 272  | 266  | 213   | 223  | 222  | 213  | 2882 |
| Forrás: World Meteorological Organization, Hong Kong Observatory |      |      |      |      |      |      |      |      |       |      |      |      |      |

## Történelme
A várost a XVII. század derekán alapították brit telepesek, Charles Town néven, azonban 1695-ben III. Vilmos angol király tiszteletére (aki az Orániai-Nassaui házból származott) átkeresztelték Nassaura. A XVIII. században a Karib-tenger kalózainak kedvelt búvóhelye volt. A amerikai függetlenségi háború idején brit támaszpontként működött, melyet az amerikaiak 1776. március 3-án sikeresen elfoglaltak, a későbbi béketárgyalások során azonban visszakerült a britekhez. A nassaui csata emlékére két hadihajót is elneveztek, az egyiket a második világháború során bocsátották vízre, majd nem sokkal utána kivonták, a másik egy partra-szállító/helikopter hordozó (LHA-4), mely 1979 óta szolgál az amerikai flotta kötelékében.
Az amerikai alkoholtilalom idején (1919-1934) az Amerikai Egyesült Államokba irányuló skót whisky-csempészet legfőbb állomása volt, majd a tilalom feloldásával a turizmusra tért át. Ma a világ egyik legkedveltebb turistaparadicsoma.

## Látnivalók
- Fort Charlotte
- Queen's Staircase
- Royal Victoria Gardens
- Ardastra Gardens and Zoo
- Atlantis Resort & Casino
- Crystal Cay
- Junkanoo Expo
- Pompey Museum (Vendue House)
- Roselawn Museum

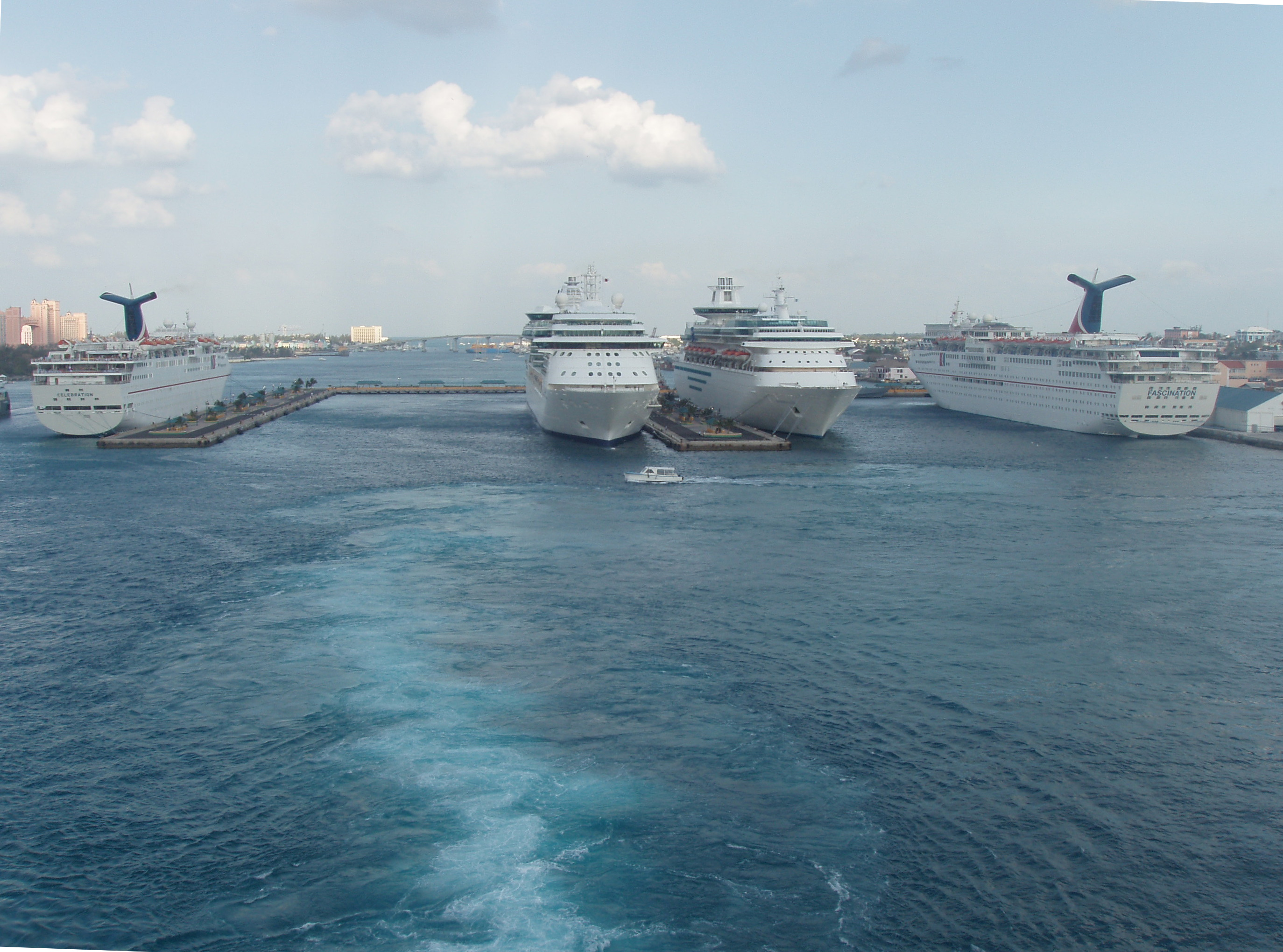
Kikötő
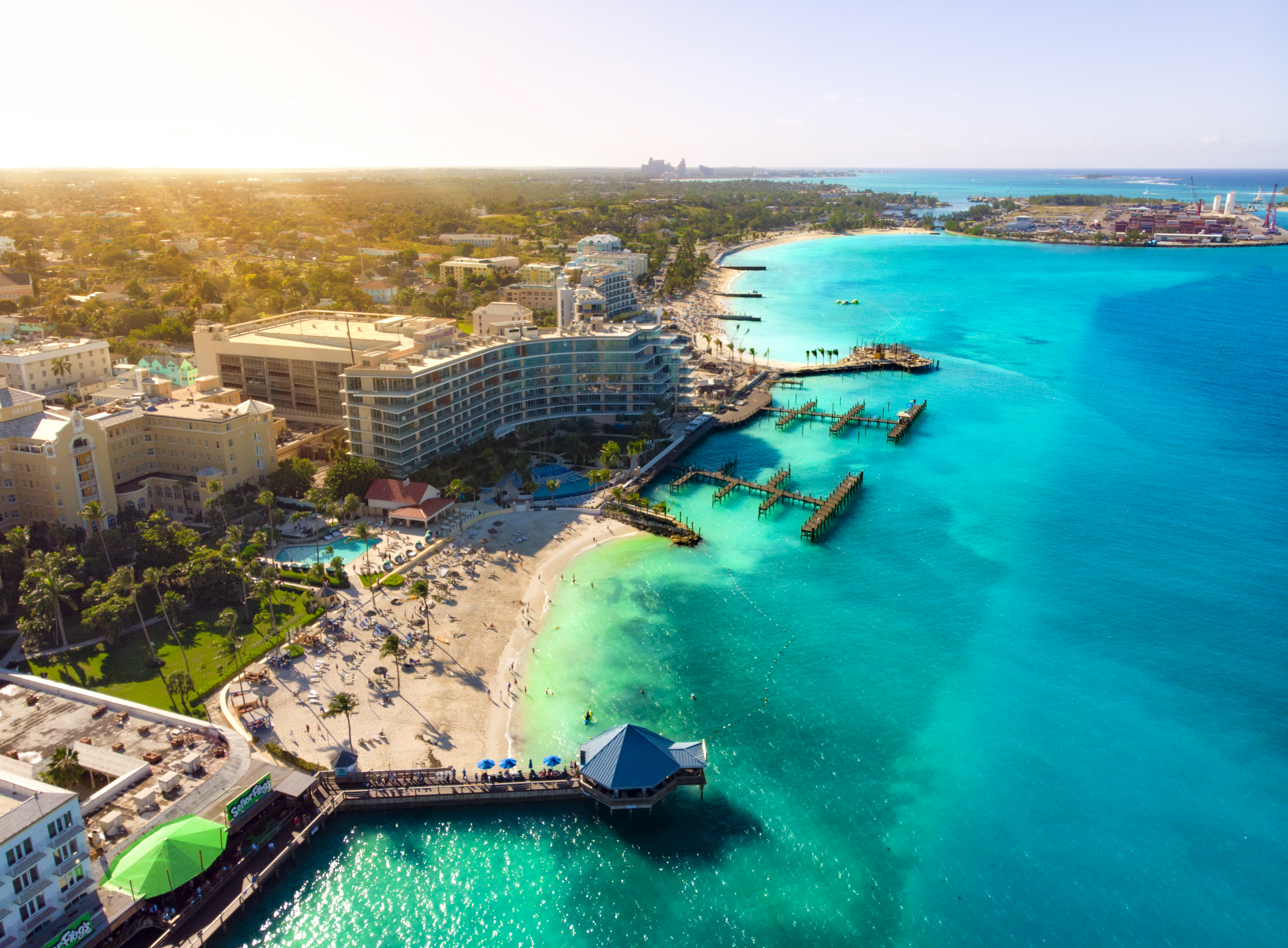
Hilton üdülőövezet
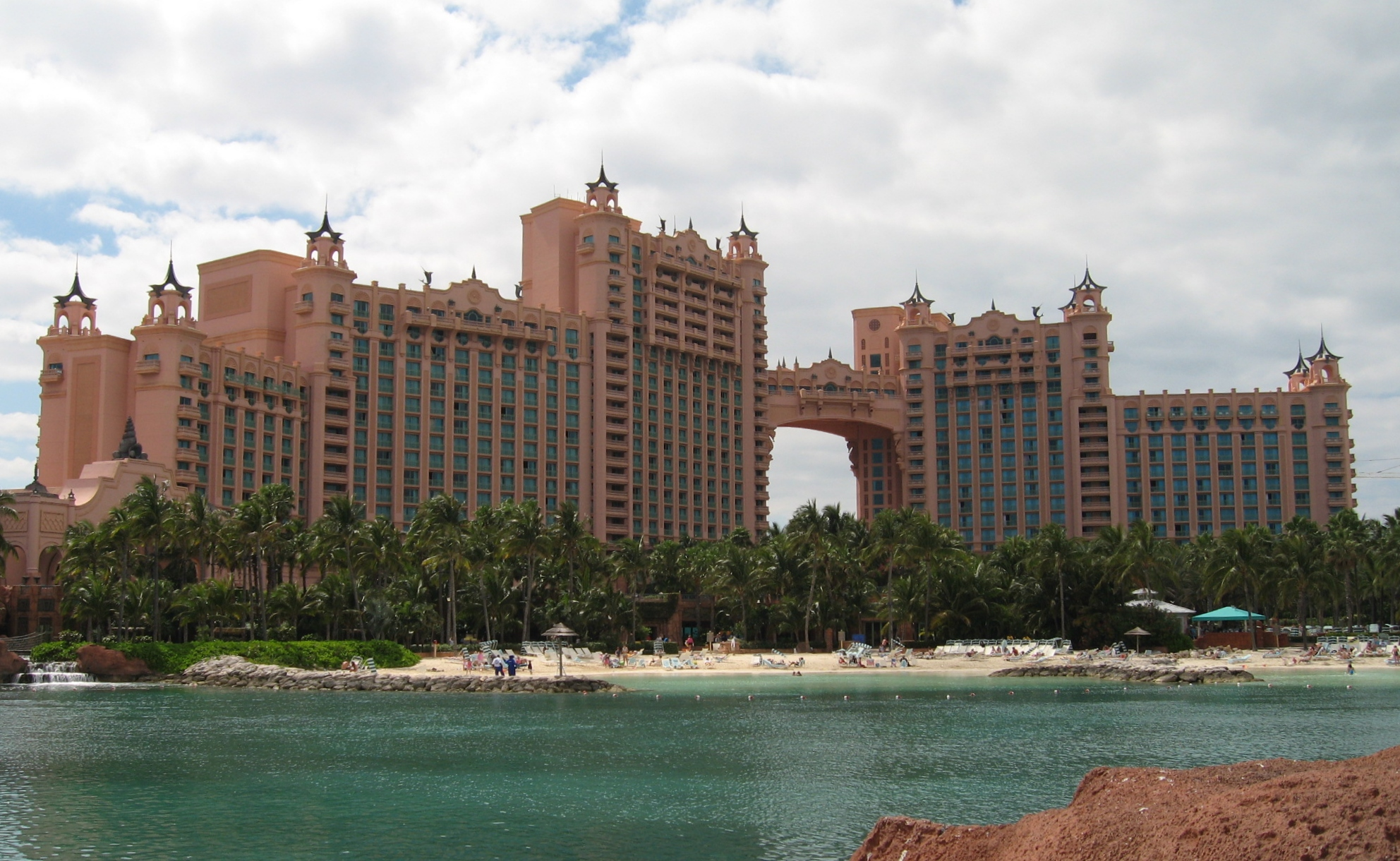
Atlantis Paradise Island szálloda
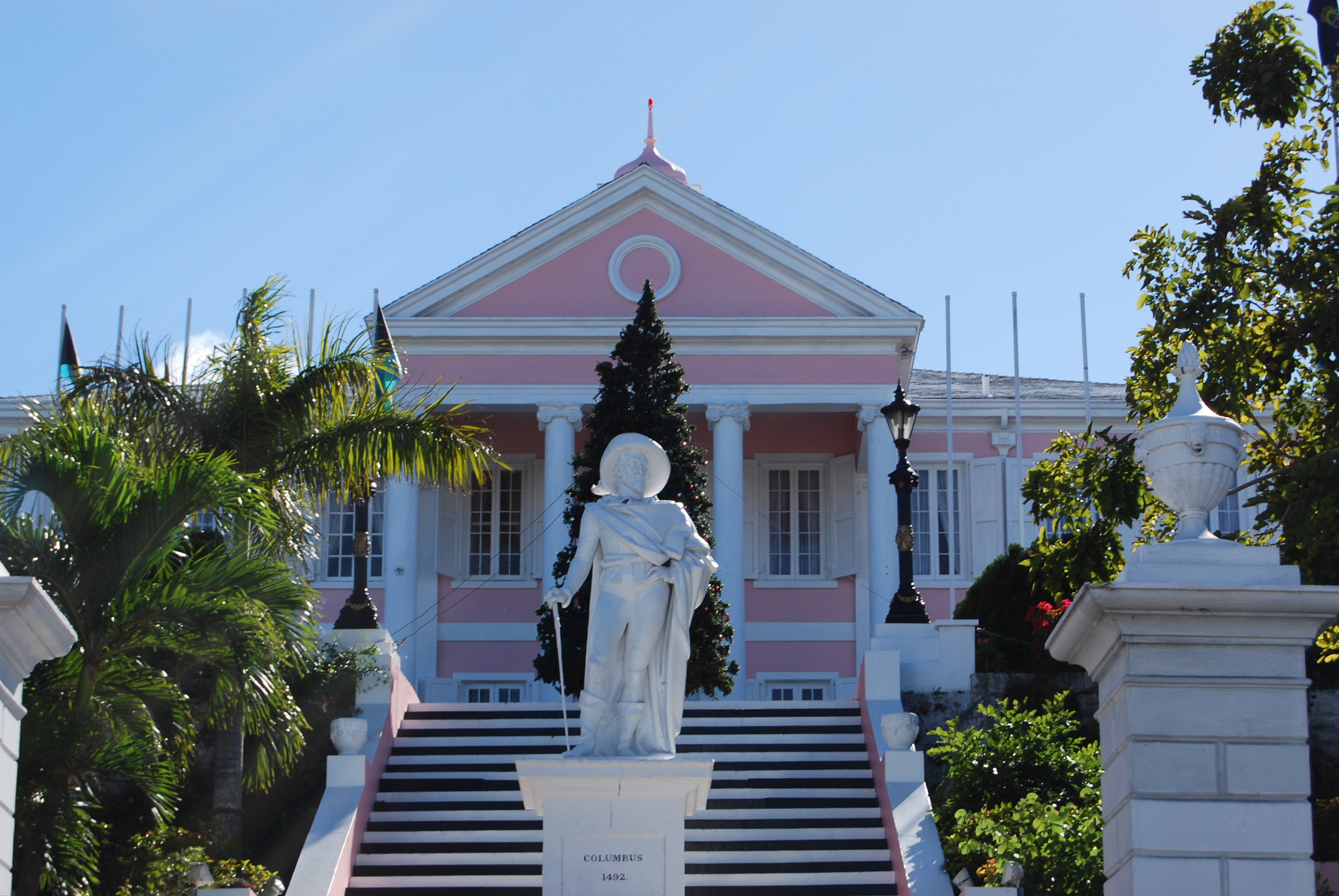
A kormányzó háza, előtte Kolumbusz szobra a kikötő felőli bejáratnál
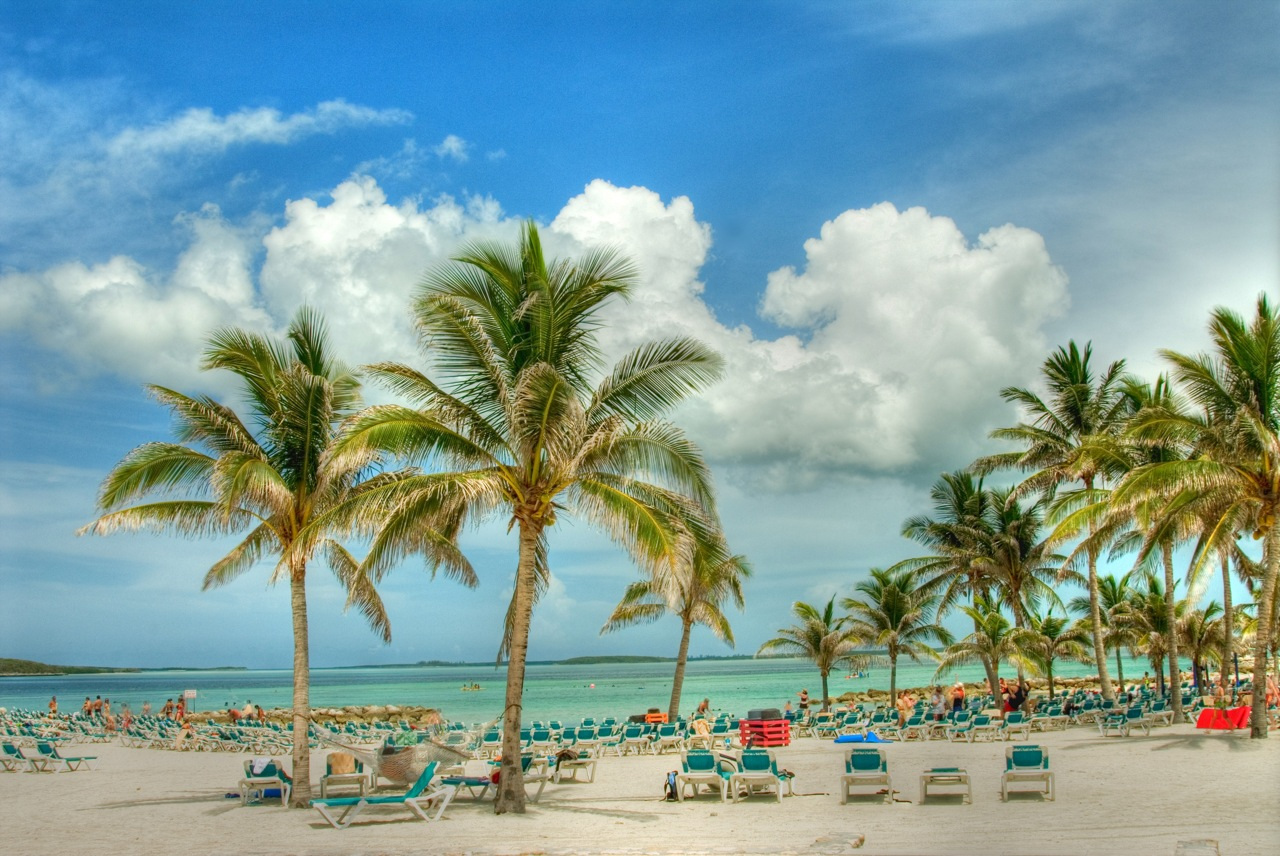
Strand

## A város szülöttei
- Perry Christie, miniszterelnök
- Lynden O. Pindling, az első fekete miniszterelnök
- Chandra Sturrup, olimpiai bajnok

## Testvértelepülések
- Albany, USA
- Detroit, USA
- Winston-Salem, USA